# Too
Too är ett musikalbum av Kingdom Come. Det släpptes 2000 och var bandets nionde album om man räknar med deras livealbum Live & Unplugged samt deras samlingsalbum Balladesque

## Låtlista
1. "It Ain't So Bad" – 4:33
2. "Free Your Mind" – 3:42
3. "Waiting" – 5:10
4. "Too Late" – 6:10
5. "You're My Secret" – 3:15
6. "Hey Man" – 4:38
7. "Tease" – 3:23
8. "Mighty Old Man" – 3:23
9. "Tell Me What I've Done" – 3:44
10. "Should Have Told You" – 4:49
11. "Joe English" – 4:45